# اليوم العالمي للأرصاد الجوية
اليوم العالمي للرّصد الجوّي  (بالإنجليزية: World Meteorological Day)‏ أنشئ اليوم العالمي للأرصاد الجوية في عام 1961 تخليدا لذكرى تأسيس المنظمة العالمية للأرصاد الجوية في 23 مارس 1950. وتعلن هذه المنظمة عن شعار لليوم العالمي للأرصاد الجوية كل عام، ويتم الاحتفال بهذا اليوم في جميع الدول في 23 مارس من عام 1950.

## علم الأرصاد الجوية
هو علم الأشياء العليا أو دراستها، أي دراسة الجو. ويعرف حاليا بمجموعة من التخصصات العلمية التي تعنى بدراسة الغلاف الجوي التي تركز على أحوال الطقس والتنبؤات الجوية (خلافا لعلم المناخ). الدراسات في هذا المجال تعود لآلاف السنين، على الرغم من أن التقدم الكبير في مجال الأرصاد الجوية لم يحدث حتى القرن الثامن عشر. وشهد القرن التاسع عشر تقدما سريعا في علم الأرصاد الجوية بعد تطور شبكة مراقبة حالة الطقس (محطات الأرصاد الجوية، وغيرها) عبرالعديد من البلدان. في النصف الأخير من القرن العشرين تحقق التقدم الكبير في التنبؤ بأحوال الطقس، وذلك بعد تطور جهاز الحاسب الإلكتروني.
و ينقسم عِلْم الأرصاد الجوية إلى:
- عِلْم المناخ
- فيزياء الغلاف الجوي
- كيمياء الغلاف الجوي
- ترموديناميكا الغلاف الجوي
- مجالاتَ ثانويةَ مِنْ العلوم الجوية.

إعصار

## التاريخ والأنشطة
تم إنشاء المنظمة العالمية للأرصاد الجوية (WMO) وهي منظمة تابعة للأمم المتحدة، في 23 مارس 1950 لتحل محل المنظمة الدولية للأرصاد الجوية. بدأت عملياتها في عام 1951 للتنسيق بين الدول الأعضاء في مجالات الأرصاد الجوية والهيدرولوجيا التشغيلية وعلوم الأرض من أجل أمن سكانها. أقيم أول يوم عالمي للأرصاد الجوية في 23 آذار / مارس 1961 

## احتفالات
يتم تنظيم العديد من الأنشطة والفعاليات بهذه المناسبة: منتديات علمية وتقنية، مؤتمرات، معارض متنوعة،

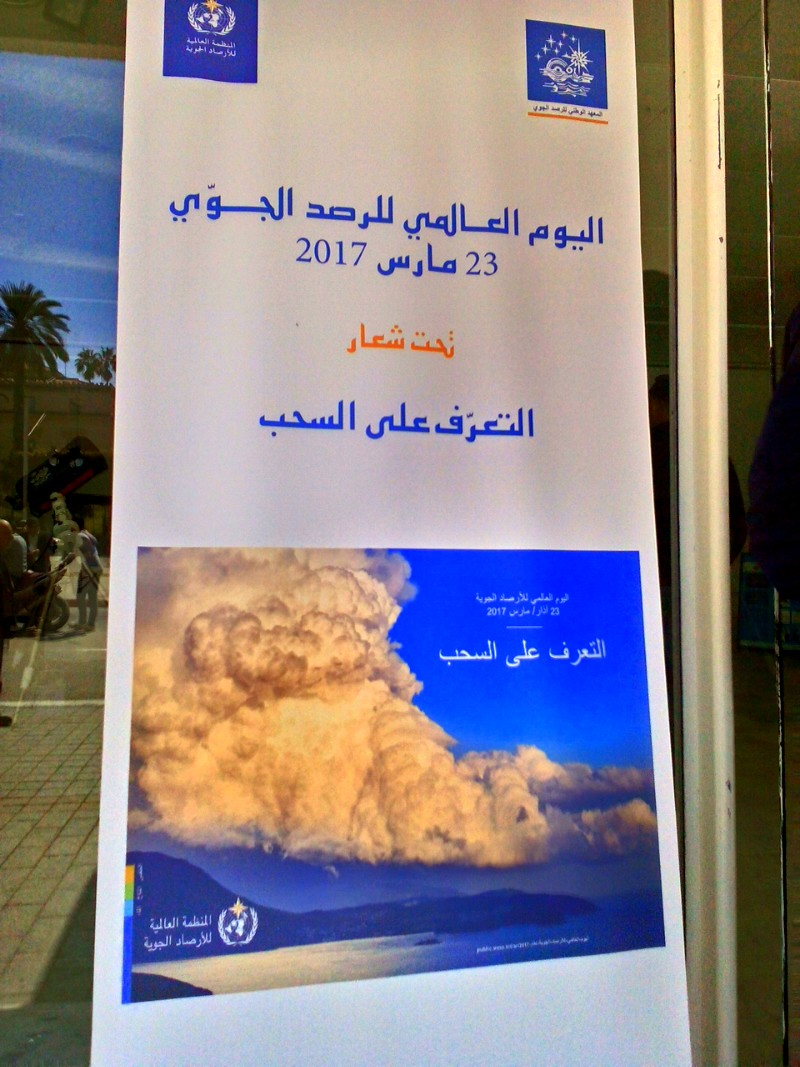
التعرف على السحب احتفال 2017 في تونس.

ندوات ومناقشات حول مواضيع ذات صلة. كما يتم تنظيم بعض الفعاليات للتوعية بالأرصاد الجوية من خلال وسائل الإعلام. يتم أيضًا منح أو الإعلان عن العديد من الجوائز لأبحاث الأرصاد الجوية في اليوم العالمي للأرصاد الجوية، أو في المستقبل القريب، بما في ذلك:
- جائزة المنظمة الدولية للأرصاد الجوية [11]
- جوائز الأستاذ الدكتور فيلهو فايسالا [12]
- جائزة نوربرت جيربير-موم الدولية [13]
- جائزة المنظمة البحثية للعلماء الشباب [14]
- جائزة البروفيسور ماريولوبولوس [15]

تصدر العديد من الدول طوابع بريدية وإلغاءات يومية للاحتفال باليوم العالمي للأرصاد الجوية. ترتبط بموضوع العام أو تشير إلى إنجازات بلد ما في مجال الأرصاد الجوية. كما يتم تنظيم مسابقات أخرى متعلقة بالموضوع السنوي، مثل مسابقات التصوير الفوتوغرافي.

## مواضيع /اليوم العالمي للأرصاد الجوية
- المحيط ومناخنا وطقسنا، 23 مارس 2021 [16]
- المناخ والماء، 23 مارس 2020 [17]
- الشمس والأرض والطقس، 23 مارس 2019 [18]
- الطقس والمناخ: التدبير والتدبر، 23 مارس 2018 [19]
- التعرف على السحب ، 23 مارس 2017 [20]
- أكثر سخونة وجفافًا ورطوبة - واجه المستقبل، 23 مارس 2016 [21]
- المعرفة المناخية للعمل المناخي، 23 مارس 2015 [22]
- الطقس والمناخ: إشراك الشباب، 23 مارس 2014 [23]
- مشاهدة الطقس لحماية الأرواح والممتلكات: الاحتفال بمرور 50 عامًا على المراقبة العالمية للطقس، 23 مارس 2013 [24]
- دعم مستقبلنا بالطقس والمناخ والماء، 23 مارس 2012 [25]
- المناخ من أجلك، 23 مارس 2011 [25]
- 60 عامًا من الخدمة من أجل سلامتك ورفاهيتك (2010) [26]
- الطقس والمناخ والهواء الذي نتنفسه (2009) [27]
- مراقبة كوكبنا من أجل مستقبل أفضل (2008) [28]
- الأرصاد الجوية القطبية: فهم التأثيرات العالمية (2007) [29]
- الوقاية من الكوارث الطبيعية والتخفيف من حدتها (2006)[30]
- الطقس والمناخ والماء والتنمية المستدامة (2005)
- الطقس والمناخ والماء في عصر المعلومات (2004)
- مناخنا المستقبلي (2003)

## معرض الصور
طوابع عراقية أصدرت احتفاء باليوم العالمي للأرصاد الجوية:

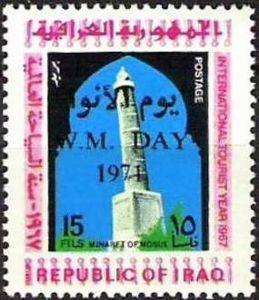
طابع إصدار عام 1971
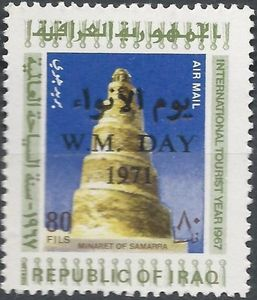
طابع إصدار عام 1971
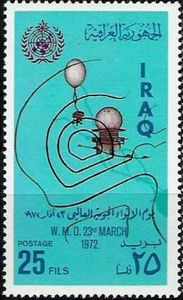
طابع إصدار عام 1972
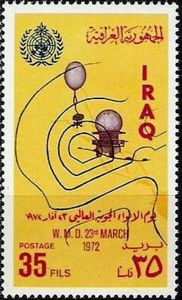
طابع إصدار عام 1972